# Колпаков, Валерий Константинович
Колпаков Валерий Константинович (укр. Колпаков Валерій Костянтинович;род. 15 августа 1948, Николаев) — украинский правовед, доктор юридических наук, профессор. В 1970 году закончил Николаевский государственный педагогический институт, в 1977 — Киевскую высшую школу МВД СССР. С 1981 года работает в Национальной академии внутренних дел. Начальник кафедры административного права и процесса. Автор первых учебников по украинскому административному праву (1999, 2000, 2001, 2003). Лауреат премии Союза юристов Украины 1999 года за лучший юридический учебник. Один из основателей украинской научной школы и современной теоретической концепции административно-деликтного права.

## Основные работы
- Адміністративне право України: Підручник. К.:Юрінком Інтер,1999.736 с.
- Нелегальна міграція: генезис і механізм протидії:Монографія.Київ-Дніпропетровськ: Наука і освіта,2002. 372 с.
- Адміністративне право України: Підручник. К.:Юрінком Інтер,2003. 544 с.
- Адміністративно-деліктний правовий феномен: Монографія. К.:Юрінком Інтер,2004. 528 с.
- Теорія і практика адміністративного судочинства: Монографія. Чернівці: "Місто", 2011. 384 с.
- Теорія адміністративного проступку. Монографія. Х.: Харків юридичний, 2016. 344 с.